# Seminario de Master
Facultad de estudios en posgrado de la universidad The Master's University
El Seminario de Master (The Master's Seminary en inglés) es una división en la escuela de posgrados teológicos de la universidad The Master's University. Localizado en el campus de la iglesia Grace Community Church en Sun Valley, Los Ángeles, California. 

## Historia
Durante años los ancianos de la iglesia Grace Community Church, bajo el liderazgo del Dr. John MacArthur, tuvieron el sueño de comenzar un programa que les permitiera capacitar a hombres para el ministerio en el contexto de la iglesia local. Tal deseo de vio cumplido en 1977 cuando el Seminario Teológico de Talbot aceptó el establecimiento de una extensión de su seminario en el campus de Grace Church. El seminario abrió sus puertas en otoño de 1986 bajo el liderazgo del expositor bíblico, pastor y autor John MacArthur. Recibió su acreditación por parte del gobierno en 1988 bajo la asociación académica Wester Association of Schools and Colleges (WASC).
En el 2015 el Seminario de Master comenzó a ofrecer dos programas académicos en español: Licenciatura en Teología (B.Th.) y Maestría en Divinidades (M.Div.) como un grado bilingüe, convirtiéndose así en una de las pocas instituciones académicas evangélicas que ofrece una Maestría en Divinidades para hispanos, en el año 2017 lanzaron una Maestría el Liderazgo Bíblico (MLB). Esta decisión por parte del Consejo Directivo del seminario da la posibilidad a cientos de hombres hispanohablantes de recibir el más alto nivel de capacitación pastoral y ministerial. Además de mantener toda la excelencia académica del programa en inglés, presenta un énfasis particular en las necesidades del pastor de habla hispana.
El Consejo Directivo decidió postular a Josías Grauman como primer decano de la facultad de estudios en español. Licenciado en idiomas bíblicos por la universidad The Master's University, es autor de dos de los libros más reconocidos para aprender griego del español: Griego para Pastores: Una Gramática Introductoria y Griego para Pastores: Manual de Trabajo. se graduó de sus estudios de Doctorado en Ministerio (D.Min.) en la misma institución en mayo del 2017.

## Creencias doctrinales
Teológicamente, The Master's Seminary es conservador y evangélico, afirmando la inerrancia bíblica, una perspectiva Reformada de la sotereología y una posición Escatológica dispensacionalista y premilenialista. Cuentan con una declaración doctrinal la cual cubre cada uno de sus creencias doctrinales de manera sistemática.

## Programas académicos
El Seminario de Master ha sido acreditado por parte de la asociación Western Association of Schools and Colleges, Senior College and University Commission (WSCUC), mientras que esta división en español actualmente se encuentra en espera de aprobación de acreditación de parte de WSCUC. TMS ofrece:
- Maestría en Divinidades (M.Div.)[nota 2]
- Maestría en Ministerio Bíblico (M.M.B.)[nota 3]

En el departamento en inglés de The Master's Seminary se ofrecen:
- Diploma en Teología
- Licenciatura en Teología B.Th.)
- Maestría en Divinidades (M.Div.)
- Maestría en Teología (Th.M.)
- Doctorado en Ministerio (D.Min.)
- Doctorado en Teología (Th.D.) o en Filosofía (Ph.D.)

## Apoyo de la iglesia
La decisión de The Master's Seminary en comenzar un departamento en español fue aplaudida por la iglesia evangélica alrededor del mundo. Líderes cristianos como Paul Washer, Miguel Nuñez, Albert Mohler, R.C. Sproul, Evis Carballosa y John MacArthur mostraron su apreciación por este nuevo programa académico. El blog Predicadores y la predicación ha recibido miles de visitas, mostrando así el interés y el apoyo que disfruta de la iglesia cristiano evangélica.